# Тонян, Армен Рубенович
Армен Рубенович Тонян (арм. Արմեն Ռուբենի Տոնյան; 6 июля, 1918, Тифлис—18 ноября, 2000, Ереван) — армянский государственный деятель, участник Великой Отечественной войны, министр легкой промышленности Армянской ССР, заместитель председателя Госплана Армянской ССР.

## Образование
Учился в Московском технологическом институте легкой промышленности (1937—1941). С 4-го курса добровольцем ушёл на фронт. В дальнейшем был направлен в Военно-воздушную академию имени Жуковского, которую окончил в 1945 году.

## Деятельность
1946—1949 гг. — директор Eреванской обувной фабрики N 3
1949—1951 гг. — начальник группы Союзной и Союзно-республиканской промышленности Совета Министров Армянской ССР
1951—1953 гг. — начальник Производственно-технического отдела министерства пищевой промышленности Армянской ССР
1953—1954 гг. — начальник Главного управления кожевенно-обувной промышленности
1956—1957 гг. — начальник Производственного отдела министерства легкой промышленности Армянской ССР
1957—1958 гг. — начальник Производственного отдела Управления легкой промышленности Совнархоза Армянской ССР
1958—1961 гг. — директор Ереванского камвольно-суконного комбината
1961—1964 гг. — начальник Отдела внешних сношений Совнархоза Армянской ССР
1964—1965 гг. — начальник Управления легкой промышленности Совнархоза Армянской ССР
1965—1970 гг. — министр легкой промышленности Армянской ССР
1970—1976 гг. — заместитель председателя Госплана Армянской ССР
1979—1988 гг. — главный специалист Института научной организации труда Армянской ССР
1989 г. — организатор Федерации бильярдного спорта Армянской ССР
1989—1994 гг. — председатель Федерации бильярдного спорта Армянской ССР, член Президиума Федерации бильярдного спорта СССР

## Награды
- ордена Отечественной Войны I и II степени,
- орден Трудового Красного Знамени,
- орден «Знак Почета», многочисленные медали

## Семья
- супруга — Ида Мовсесян (1922—2004), кандидат медицинских ннаук, доцент Ереванского медицинского университета